# Гастелло (Акмолинская область)
Гастелло (каз. Гастелло) — село в Жаркаинском районе Акмолинской области Казахстана, образует административно-территориальную единицу «Село Гастелло» со статусом сельского округа.
- Код КАТО — 115439100[2]
- Код КАТО административной единицы — 115439000[3].

## География
Село расположено на берегу реки Ишим в 7 км на север от центра района города Державинск. Близ села проходит автодорога А-16.
Административно село граничит:
- на востоке со селом Тассуат,
- на юге с городом Державинск и со селом Пригородное,
- на западе с Костычевским сельским округом,
- на северо-западе со селом Пятигорское,
- на севере с Отрадным сельским округом и со селом Тасоткель.

### Улицы[4]
- пр. Юность,
- ул. Абая,
- ул. Бондаренко,
- ул. Мира,
- ул. Московская,
- ул. Набережная,
- ул. Новосельская,
- ул. Целинная,
- ул. Шоссейная,
- ул. Юрия Гагарина.

### Ближайшие населённые пункты
- город Державинск в 7 км на юге,
- село Кенское в 20 км на севере,
- село Костычево в 24 км на северо-западе,
- село Отрадное в 27 км на севере.

## История
Село образовано на месте бывшего крестьянского поселения Ново-Игнатьевское. С 1909 по 1929 годы там проживали греки и молдаване. Но население не прибавлялось. Поэтому населённый пункт отнесли к Державинскому сельисполкому. В итоге поселение было заброшено. При освоении целинных и залежных земель центральную усадьбу совхоза имени Н. Гастелло обосновали на месте бывшего поселения, на устье реки Кен. В 1972 году на базе совхоза открыт техникум по подготовке зоотехников и ветеринарных техников для животноводства.

## Население
В 1989 году население села составляло 1384 человек (из них русских 48 %)
В 1999 году население села составляло 929 человек (474 мужчины и 455 женщин). По данным переписи 2009 года, в селе проживало 770 человек (385 мужчин и 385 женщин).
| Численность населения | Численность населения | Численность населения |
| 1989                  | 1999                  | 2009                  |
| --------------------- | --------------------- | --------------------- |
| 1384                  | ↘929                  | ↘770                  |